# 澎湖廳廳長官舍
澎湖廳廳長官舍，又稱澎湖開拓館，是位於台灣澎湖縣馬公市的衙署建築，當前登錄為澎湖縣歷史建築。

## 歷史
昭和八年（1933年），因原澎湖廳之清總鎮署建築物腐朽老舊，其機能與空間已不能符合實際需求，澎湖廳乃決定配合馬公都市計劃，於媽宮城外北側的鬼仔山地區興建新澎湖廳舍，同時興建工程為廳長官邸，並在昭和十年（1935年）興建完成，曾在此期居住於此的廳長包含大磐誠三、福元岩吉、林田正治、今田卓爾、鶴友彥、川添修平、大田政作共七位。
二戰後，此棟建築獲得沿用，改為澎湖縣長公館，曾先後住過官派縣長傅緯武、徐昇平、杜振亞、劉燕夫、江繼五及民選的李玉林、徐詠黎、蔣祖武、呂安德、謝有溫、歐堅壯六位縣長，直到王乾同於民國81年（1992年）任內病故後，繼任縣長便未有入住公館，建築呈現閒置。
2002年12月13日，澎湖廳廳長官舍登錄為澎湖縣歷史建築，並在2003年獲得獲得行政院文化建設委員會（今文化部）的同意補助下進行修復工程，並以澎湖開拓館之名對外開放民眾參觀。

## 建築設計

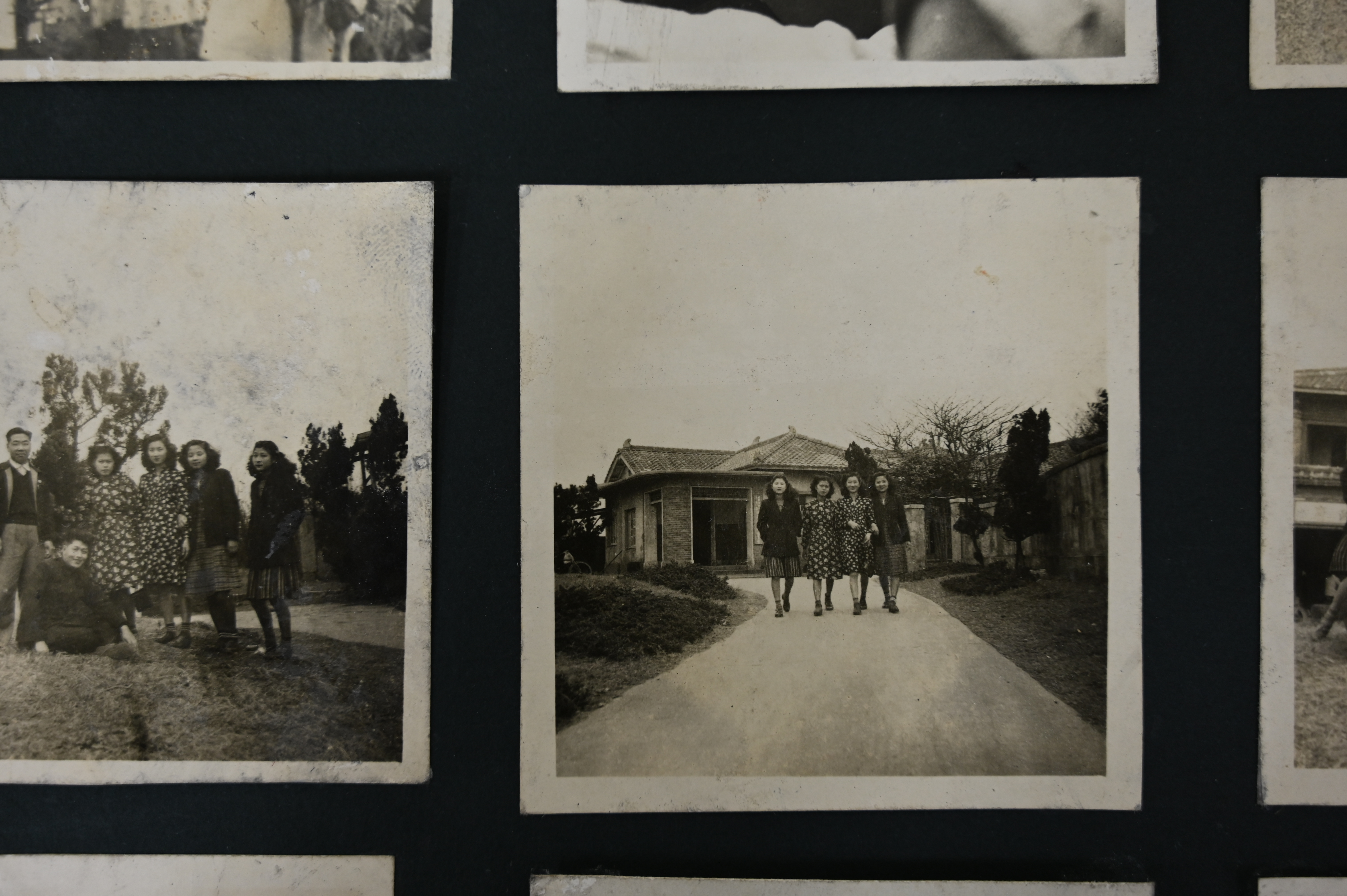
澎湖縣長公館

澎湖廳廳長官舍廳舍為和洋折衷建築，建築面積為97坪，總面積達605坪，牆基以洗石子處理，牆身均為磚造玄關廳貼上磁磚，其餘牆面面使用「水泥漿打毛」施工法，屋面瓦則採用日式文化瓦，庭院四周圍繞高牆，僅西側外圍牆較低並砌以本地的「貓公石」玄武岩。在室內特徵部分，因空間特色居於有相當強烈的社交需要，在格局上規劃洋式待客室及餐廳，起居空間採和式的座敷、床之間、次間等和式房間，作為起居室，為會客的備用空間使用，另有一些服務性空間如：台所（廚房）、女中室、廊下、有茶（餐廳）、日式應接室等。

## 外部連結
- 澎湖廳廳長官舍 - 澎湖知識服務平台 （页面存档备份，存于）
- 澎湖廳廳長官舍  -文化部iCulture-文化空間 （页面存档备份，存于）